# Polizeiruf 110: Die Lücke, die der Teufel lässt
Die Lücke, die der Teufel lässt ist ein Fernsehfilm aus der Krimireihe Polizeiruf 110. Der im Auftrag des Bayerischen Rundfunks unter der Regie von Lars Montag produzierte Beitrag wurde am 11. April 2010 im Ersten Programm der ARD erstgesendet. Es ist nach Polizeiruf 110: Klick gemacht der zweite Fall mit Ulrike Steiger als Ermittlerin.

## Handlung
Ulrike Steiger verlässt die Bundeswehr und tritt den Dienst bei der Münchner Kriminalpolizei an. Doch schon am ersten Tag kommt ihr Kollege Friedl Papen bei einer Bombenexplosion ums Leben. Die Umstände sind ebenso brutal wie auch rätselhaft: Die Pizzabotin Meike Ribkow wurde von Unbekannten überfallen und mit einem Sprengsatz um den Hals versehen. So erscheint sie bei einer Filiale der „Huba Bank“ und fordert zwei Millionen Euro, sonst würde man sie umbringen. Als sie das Bankgebäude verlässt, wartet schon das SEK, kann aber nicht eingreifen, ohne die Frau zu gefährden. Meike Ribkow ist mit den Nerven am Ende und die eintreffende Ulrike Steiger versucht sie zu beruhigen. Das gelingt ihr nur bedingt und auch der informierte Ehemann kann nichts für seine Frau tun. Die Bombe explodiert vorzeitig und tötet nicht nur Meike Ribkow, sondern auch Steigers Kollegen Friedl Papen. In der Hoffnung die Schuldigen zu finden, will Steiger an Stelle der Getöteten den Anweisungen der Täter folgen, die Meike Ribkow in Form von Zetteln bei sich hatte. Diese Spur führt am Ende zu Alexeij Ribkow, dem Ehemann der Getöteten, der das Ganze für unfassbar hält und sichtlich am Boden zerstört ist. Er wird zwar in Gewahrsam genommen, doch muss Steiger erkennen, dass die Täter sie ausgetrickst haben, denn der Koffer mit dem Geld ist verschwunden und wurde offensichtlich kurz nach der Explosion ausgetauscht. Somit ist klar, dass die Bombe nicht aus Versehen zu früh detoniert ist, sondern alles so geplant war. Mehrere Spuren führen in ein Neubaugebiet, in welchem auch die Ribkows wohnen, was Alexeij Ribkow nach wie vor verdächtig erscheinen lässt.
Ulrike Steiger wird aufgrund ihres Alleingangs nach der Detonation und der fehlgeschlagenen Aktion, für die sie die Verantwortung hatte, beurlaubt. Kurzerhand ermittelt sie trotz Suspendierung heimlich weiter und ist fest entschlossen, den Mörder ihres Kollegen Papen zu finden. Aufgrund der Hinweise auf die Lochnersiedlung am Stadtrand von München mietet sie dort ein leerstehendes Haus. So findet sie als erste heraus, dass ein Großteil der Neubauten von der gerade überfallenen „Huba Bank“ finanziert wurden und diese vor kurzem diese mit faulen Krediten an eine zweite Bank („Amaro“) verkauft hat. Diese fordert von den Hauseigentümern, die vorrangig aus jungen Familien bestehen, die Kreditsumme samt Grundschuld in einer Summe zurück, wodurch die Leute am Ende ihre Häuser verlieren, da sie den Betrag nicht aufbringen können. Damit hätte jeder der Betroffenen ein Motiv, die „Huba Bank“ zu überfallen.
Kaum in der Siedlung angekommen, bemerkt Steiger, dass der Paketbote Orhan Demirel und der ehemalige Baumarktangestellte Johannes Finkelhage etwas mit dem Banküberfall zu tun haben könnten. Ob es weitere Mittäter gibt, kann sie dabei noch nicht herausfinden.
Für die Polizei ist jedoch ein Georg Pranger verdächtig. Er ist Steigers Vermieter und hat das Haus von seiner verstorbenen Schwester geerbt. Aufgrund von auffälligen rechtswidrigen Aktionen in seiner Vergangenheit musste er drei Jahre ins Gefängnis. Doch Pranger neigt weiterhin mit seiner anarchischen Art und „Gelegenheits-Terrorismus“ zu extremen Lösungen. So bemerkt er, dass Steiger Polizistin ist und entwendet ihren Dienstausweis, um sich damit Zugang und Respekt bei der „Amaro“-Bank zu verschaffen. Dort setzt er den Filialleiter unter Druck und erklärt, dass die Polizei gegen ihn und seine inhumanen Machenschaften vorgehen würde. Als diese Aktion herauskommt, gerät Steiger mit Pranger in Streit, woraufhin er ihr den Mietvertrag kündigen will. Doch am Ende unterstützt er Steiger sogar bei ihren Ermittlungen, verheimlicht ihr jedoch, dass er den Koffer mit dem Geld in einem leerstehenden Haus zufällig gefunden hat. Nachdem er das Geld wahllos unter den Bewohnern der Siedlung verteilt, stellt Steiger ihn zur Rede. Sie ist zunächst erbost, aber dann davon überzeugt, dass der Täter sich nun überzeugen wird, ob es tatsächlich „sein Geld“ ist, was hier verteilt wurde. Umgehend begibt sie sich in das von Pranger angegebene Haus und trifft dort auf Silke Bucholz. Sie gibt zu, von dem Vorhaben der Siedlungsbewohner, die „Huba Bank“ erpressen zu wollen, gewusst und zusammen mit Alexeij Ribkow den „Gegenplan“ entwickelt zu haben. Sie wollte das Geld für sich allein, und da sie mit Alexeij Ribkow ein Verhältnis hatte, hat sie den Tod von Meike Ribkow billigend in Kauf genommen.

## Hintergrund
Der Film wurde vom 3. November 2009 bis 3. Dezember 2009 in München gedreht und war als zweiter Polizeiruf des Schauspielers Jörg Hube geplant, der jedoch kurz vor Beginn der Dreharbeiten verstarb. Die Filmemacher arbeiteten seinen Tod in die Episode mit ein und ließen Kommissar Papen gleich zu Beginn des Films einer Autobombe zum Opfer fallen. Jörg Hube war gemeinsam mit Stefanie Stappenbeck als Nachfolger des Münchner Ermittlerteams Tauber und Obermaier (Edgar Selge und Michaela May) vorgesehen. Da Hube jedoch nur eine Folge drehen konnte, ermittelt Stappenbeck in dieser Episode allein.

## Rezeption

### Kritik
Rainer Tittelbach von tittelbach.tv schreibt anerkennend: „Es ist ein Krimi, der aus der Alltagsroutine ausschert. […] Da gibt es also nicht die üblichen W-Fragen, sondern anteilnehmende ‚Ermittlung‘, die sich zum sozialkritischen Drama auswächst. Der Krimi resultiert aus einem Akt der Verzweiflung. Darin nimmt dieser Münchner ‚Polizeiruf‘ die gute Tradition der Edgar-Selge-Fälle wieder auf, in denen oft viel Melancholie steckte.“

„Der Krimi-Plot mag etwas zu kurz kommen bei diesem Wirtschaftstrauerspiel, dafür werden hier die Trümmer ehemaliger Wohlstandsträume stimmungsvoll ausgeleuchtet. So ist dieser 'Polizeiruf' gleich im doppelten Sinne ein Requiem geworden: auf den bajuwarischen Kommissarsdarsteller Jörg Hube – und auf den deutschen Mittelstand.“

### Einschaltquoten
Die Erstausstrahlung von Die Lücke, die der Teufel lässt am 11. April 2010 wurde in Deutschland von 7,11 Millionen Zuschauern gesehen und erreichte einen Marktanteil von 19,4 Prozent für Das Erste.